# 大谷智子
大谷 智子（おおたに さとこ、1906年〈明治39年〉9月1日 -  1989年〈平成元年〉11月15日）は、日本の元皇族、華族。久邇宮邦彦王と同妃俔子の第3王女子。東本願寺第24世法主・大谷光暢伯爵夫人。東本願寺裏方。旧名は、智子女王（さとこじょおう）。皇籍離脱前の身位は女王で、皇室典範における敬称は殿下。香淳皇后の妹であり、第125代天皇・明仁（上皇）の叔母、第126代天皇・徳仁（今上天皇）の大叔母にあたる。

## 生涯

### 皇族時代
1906年（明治39年） 9月1日午後7時30分、久邇宮邦彦王と同妃俔子の第3王女子（第5子）として誕生。御七夜の9月7日に「智子」と命名された。
久邇宮家は兄弟も多く、財政的にゆとりがある状況ではなかった。こうした中、長姉・良子女王と次姉・信子女王は年齢も近く、何事も一緒に過ごした。信子女王と智子女王は、良子女王に心酔し、姉宮の一挙手一投足を真似るほどだった。
二人の姉宮である良子女王、信子女王とともに教育を受けた。1918年（大正7年）2月、良子女王が皇太子裕仁親王（当時）の妃に内定し、以降は久邇宮邸内に設けられた学問所で教育を受けることになると、信子・智子の妹宮や学友も共に学んだ。しかし、婚約を巡って宮中某重大事件が起き、この時期のことを智子女王は後年、子供心に「家の中が暗く沈んでいたように思います」と回想している。
浄土真宗の宗祖親鸞の末裔で東本願寺の住職を世襲した大谷家（伯爵家）の法嗣（法主後継者）・大谷光暢と婚約し12歳で京都へ移る。京都府立第一高等女学校（現・京都府立鴨沂高等学校）を卒業。1924年（大正13年）5月3日、大谷光暢に降嫁した。東本願寺では、皇族女子と新法主の婚礼を盛大に祝賀し、その様子は写真集『久邇宮智子女王殿下　東本願寺新法主台下　御慶事画報』として刊行されている。

### （東）本願寺の裏方として

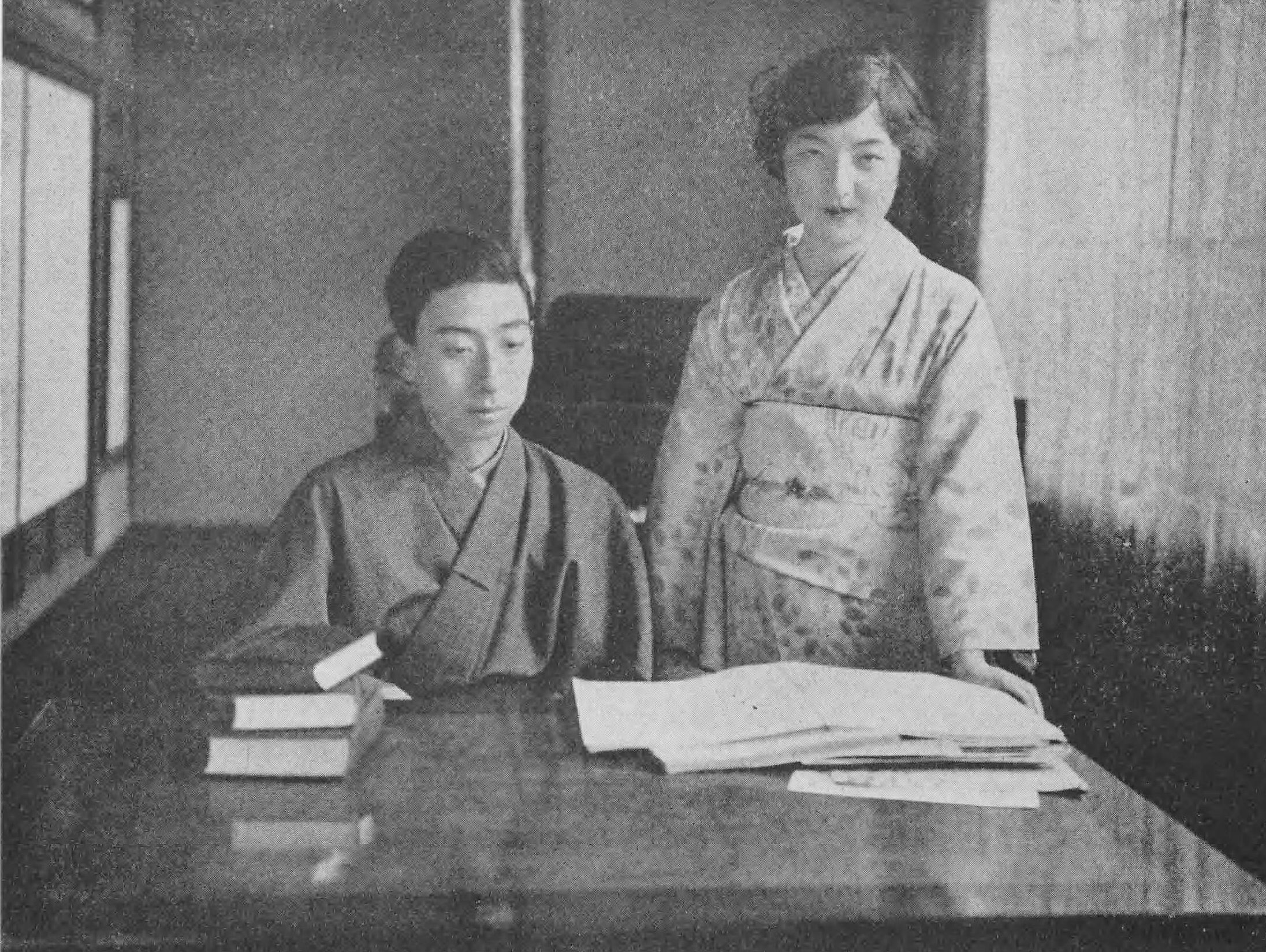
1924年頃撮影、新婚の大谷夫妻

降嫁の翌年、光暢の父大谷光演が巨額の負債を抱え、限定相続によって法主を譲職したため、急遽1925年（大正14年）10月に光暢が法主となったことに伴い、智子も法主夫人すなわち「お裏方」となった。同月には、大谷派婦人法話会の会長として女性としてのあるべき姿を説いたが、内容は時代の制約から良妻賢母像を求めるものであり、現代の価値観・視点からは批判もある。
1938年（昭和13年）1月13日から夫の光暢が中国の華北・華中を慰問すると、智子も同月31日に長崎港を発ってから同地を訪問した。夫妻の慰問と時期を同じくして、現地では日中親善の機運が高まっていた。「皇軍傷病兵の慰問と日華仏教婦人会の連携」を目的とし、訪問ルートは、光暢の行った次に訪れるよう計画されていた。訪問日程に合わせ2月12日に天津で、2月15日に北平（現：北京）で、日華仏教婦人会の創立記念大会が催されている。
智子は、天津在住の実業家で信仰心の篤い平林千賀子の仲介で、北寧鉄路局長だった陳覚生の未亡人である陳鮑蕙と面会し、鮑蕙は夫の遺産で仏教精神の女学校を建設し、東本願寺に運営をゆだねたいと申し出た。こうして、同年9月には北京に北京覚生女子中等学校が創立され、智子は同校の名誉校長に就任した。日中提携の、中国人女子の高等教育学校に、日本の元皇族が関与していることは、現地でも大きな話題となった。1943年(昭和18年）10月、光暢と知子は満州国及び華北における開教地巡回を行った際、同月20日に智子は名誉校長として初めて覚生女子中を訪問し、日華提携の先駆けである同校に大きな期待を寄せた。
中国に設置された西欧のキリスト教系学校が宗教儀式に偏った文化的侵略の側面があったため、西洋式に変わる日本・中国式教育の覚生女子中は、年々生徒数が増加していたことからも現地の中国人にも大きな期待を寄せられていたと考えられている。幼稚園や日本語学校の併設など、徐々に規模が拡大していった。なお覚生女子中は、日本の敗戦後に廃校になっている。
また、鮑蕙との会談を機に、智子は、京都にも仏教精神に基づく女学校を建設する意欲を持ち、翌1939年（昭和14年）7月に学校法人光華女子学園の設立を文部省に届け出た。そして、1940年（昭和15年）4月に光華女子高等女学校が開校し、学園理事長には大谷瑩誠が、総裁には智子がそれぞれ就任した。さらに、大谷婦人会会長や全日本仏教婦人連盟初代会長を務めた。
また、合唱グループ「大谷楽苑」を結成し、仏教音楽の普及にも尽力した。智子自身も、1963年（昭和38年）3月9日に催された香淳皇后の還暦祝いのパーティーで、皇后と姉妹でクラシック歌曲の重唱を披露している。
1960年代以降、大谷家と改革派の主導する真宗大谷派内局とに生じた紛争（お東騒動）においては、一貫して四男・大谷暢道（のちの大谷光道）を支持し、この紛争に重要な影響を与えたともいわれる。
1989年（平成元年）11月15日、病のため、逝去。享年84（満83歳没） 。
10代前半から短歌を詠み、83歳で亡くなるまで約2000首を残した。2008年（平成20年）、歌集「白萩の道」が出版された。

## 栄典

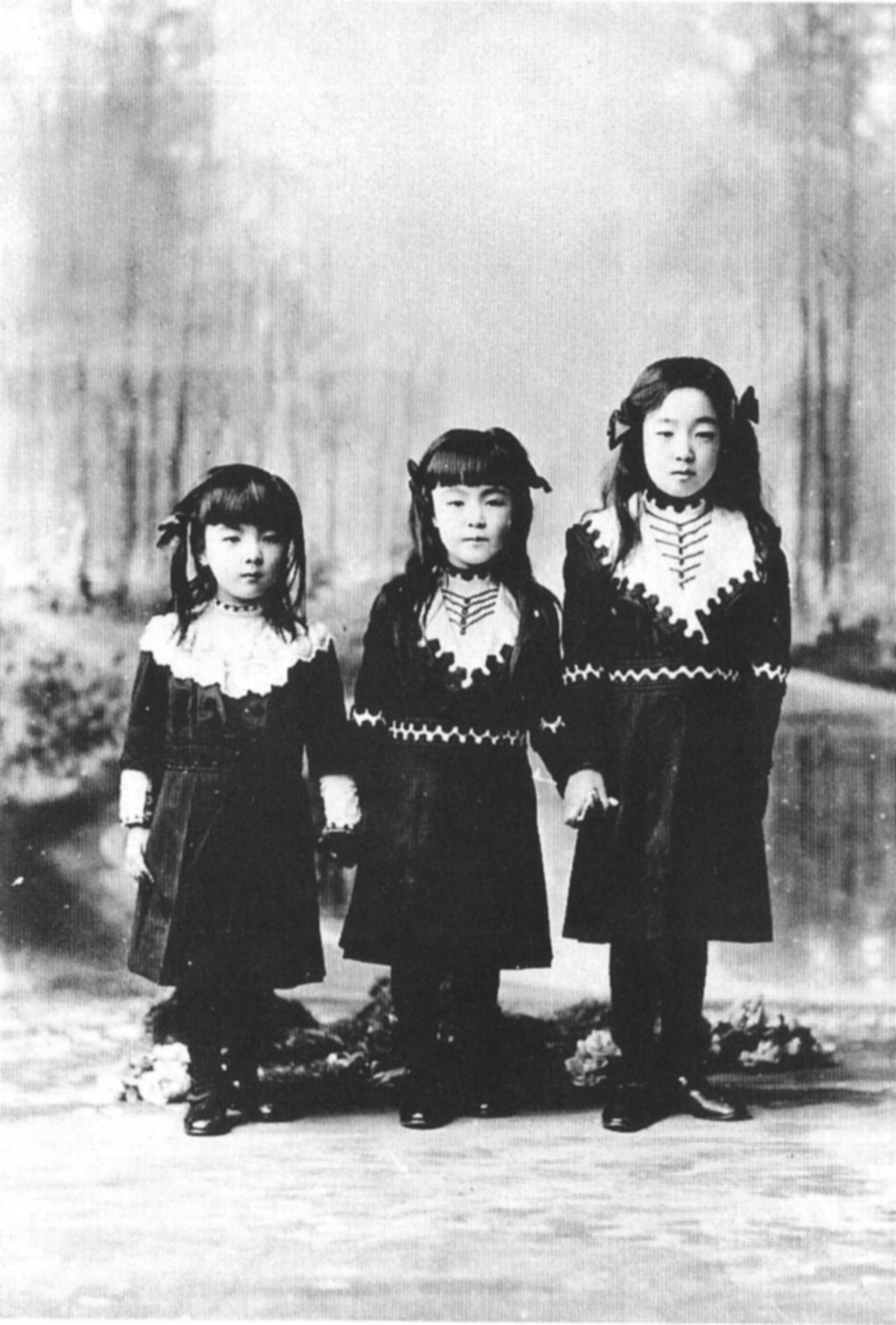
1912年、久邇宮家の3姉妹。左から、智子女王、信子女王、良子女王

- 1924年（大正13年）4月12日 - 勲二等宝冠章[22]

## 血縁
- 父：久邇宮邦彦王
- 母：邦彦王妃俔子
- 兄弟：朝融王 - 邦久王 - 良子女王 - 信子女王 - 智子女王 - 邦英王
- 夫：大谷光暢
- 子：
  - 大谷光紹（法名：興如。浄土真宗東本願寺派第二十五世法主）
  - 大谷暢順（法名：経如。大谷本願寺派第二十五代法主、本願寺文化興隆財団理事長）
  - 大谷暢顯（法名：淨如。真宗大谷派第二十五代門首）
  - 大谷暢道（のち大谷光道に改名。法名：秀如。嵯峨本願寺第二十五代法主）
  - 大賀美都子（日本オペラ協会創立者・総監督の大賀寛夫人[23]）
  - 夏川須美子（オーミケンシ 社長·夏川浩夫人）

## 系譜
| 智子女王 | 父: 邦彦王（久邇宮） | 祖父: 朝彦親王（久邇宮） | 曾祖父: 邦家親王（伏見宮） |
| 智子女王 | 父: 邦彦王（久邇宮） | 祖父: 朝彦親王（久邇宮） | 曾祖母: 鳥居小路信子       |
| 智子女王 | 父: 邦彦王（久邇宮） | 祖母: 泉萬喜子           | 曾祖父: 泉亭俊益           |
| 智子女王 | 父: 邦彦王（久邇宮） | 祖母: 泉萬喜子           | 曾祖母: 不詳               |
| 智子女王 | 母: 俔子             | 祖父: 島津忠義           | 曾祖父: 島津久光           |
| 智子女王 | 母: 俔子             | 祖父: 島津忠義           | 曾祖母: 島津千百子         |
| 智子女王 | 母: 俔子             | 祖母: 山崎寿満子         | 曾祖父: 山崎拾             |
| 智子女王 | 母: 俔子             | 祖母: 山崎寿満子         | 曾祖母: 不詳               |

## 著書
- 大谷智子『光華抄』実業之日本社、1940年。doi:10.11501/1685192。
- 大谷智子『光華のごとくに』講談社、1969年。ASIN B000J9HWQW。

## 関連書籍
- 大阪毎日新聞社『久邇宮智子女王殿下　東本願寺新法主台下　御慶事画報』大阪毎日新聞社、1924年。doi:10.11501/923947。
- 大谷禮子 編『白萩の道 大谷智子歌集』アートデイズ、2007年。ISBN 978-4861191046。